# Лебединобобрицька сільська рада
Лебедино Бо́брицька сільська́ ра́да — колишній орган місцевого самоврядування в Лебединському районі Сумської області. Адміністративний центр — село Лебед́иний Бо́брик.

## Загальні відомості
- Населення ради: 1 056 осіб (станом на 2001 рік)

## Населені пункти
Сільській раді підпорядковані населені пункти:
- с. Лебединий Бобрик
- с. Березів Яр
- с. Влізьки
- с. Пашкине

## Склад ради
Рада складається з 12 депутатів та голови.
- Голова ради: Дубровін Олександр Іванович
- Секретар ради: Єфросиніна Ганна Іванівна

### Керівний склад попередніх скликань
| Прізвище, ім'я, по батькові | Основні відомості                                                 | Дата обрання | Дата звільнення |
| --------------------------- | ----------------------------------------------------------------- | ------------ | --------------- |
| Дубровін Олександр Іванович | Сільський голова, 1957 року народження, освіта вища, безпартійний | 26.03.2006   | 31.10.2010      |
| Дубровін Олександр Іванович | Сільський голова, 1957 року народження, освіта вища, безпартійний | 31.10.2010   |                 |

Примітка: таблиця складена за даними сайту Верховної Ради України